# Max Porter (Filmproduzent)
Max Porter (* 1981 in New York) ist ein US-amerikanischer Filmproduzent, Filmregisseur, Drehbuchautor, Kameramann, Filmeditor und Spezialeffektkünstler.

## Karriere
Max Porter besuchte von 2006 bis 2010 in New York City die Parsons The New School for Design und machte seinen Bachelor in Baltimore am Maryland Institute College of Art.
Porter arbeitet seit dem Jahr 2010 im Filmstab, so wirkte er bei dem Kurzfilm Something Left, Something Taken in verschiedenen Verantwortungsbereichen mit, unter anderem war er für die Kamera verantwortlich und gab sein Regiedebüt. Diesen Tätigkeiten ging er zudem bei den Filmen Between Times und Perfect Houseguest nach. Für Porters Beteiligung an dem Film Negative Space erhielten er und Ru Kuwahata bei der Oscarverleihung 2018 eine Oscarnominierung in der Kategorie Bester animierter Kurzfilm. Der Stop-Motion-Film wurde in Frankreich produziert, wurde aber im englischen Originalton aufgenommen. Die Oscar-Auszeichnung erhielten jedoch Glen Keane und Kobe Bryant für ihren Kurzfilm Dear Basketball, der die Kindheitsträume bis hin zur 20-jährigen Karriere von Bryant zeigt.
Er und Kuwahata leben in Baltimore, wo sich auch der Firmensitz ihres Animationsstudio Tiny Inventions befindet. Zusammen arbeiten beide auch an Werbespots unter anderem für Ben & Jerry’s. 2018 wurde Porter in die Academy of Motion Picture Arts and Sciences berufen, die jährlich die Oscars vergibt.

## Filmografie (Auswahl)
- 2010: Something Left, Something Taken
- 2014: Between Times
- 2016: Perfect Houseguest
- 2017: Negative Space